# Мать и дитя (картина Лемпицкой)
«Мать и дитя» (фр. Mère et enfant) — картина польской художницы Тамары Лемпицкой, написанная маслом на холсте приблизительно в 1922 году. Полотно размером 79 на 60 сантиметров ныне хранится в частном собрании.

## Описание и анализ
Богородица изображена на картине Лемпицкой одетой в голубую вуаль, покрывающую всё её тело, включая голову, где она принимает форму тюрбана. Её руки сливаются в объятии с конечностями младенца, который как кажется лишён атрибутов религиозной святости. Он представлен как обыкновенное человеческое дитя, так вместо нимба его голову венчает шапочка ручной вязки. О несовершенстве мастерства Лемпицкой в ранний период её творчества, к которому относится это полотно, свидетельствуют изображения рта и рук матери, которые она выполнила в своеобразной манере.
«Мать и дитя» была написана Лемпицкой по мотивам работ французского художника-символиста Мориса Дени, творчество которого она тогда изучала. На это указывает сюжет картины, отображение фигур почти в форме сферы, олицетворяющей собой неразрывную силу, связывающую мать с её ребёнком, лицо матери, изображённое частично и контуры которого очерчены тёмной линией, закрытые глаза, обозначенные лишь стремительно нанесённой на холст линией в форме запятой. Всё это можно отметить, сранивая работу Лемпицкой с полотнами Дени 1895 года «Мать в чёрной блузке» и «Материнство с кружевными манжетами». Едва намеченная правая рука матери, держащая ноги младенца, напоминает ту же деталь на имевшей в то время успех картине 1921 года «Материнство» художницы парижской школы Марии Бланшар.
Несмотря на заимствования и несовершенства «Мать и дитя» 1922 года отличается личным духовным настроением, образом Богоматери, олицетворяющей собой материнство (для матерей Дени свойствена мимолётная утончённость фигур). Это чувство восприятие картины Лемпицкой можно обнаружить в её работах и более поздних периодов, написанных на ту же тему материнства: например, на одноимённой картине 1931 года, хранящейся в МУДО — Музее Уаза (Бове, Франция).

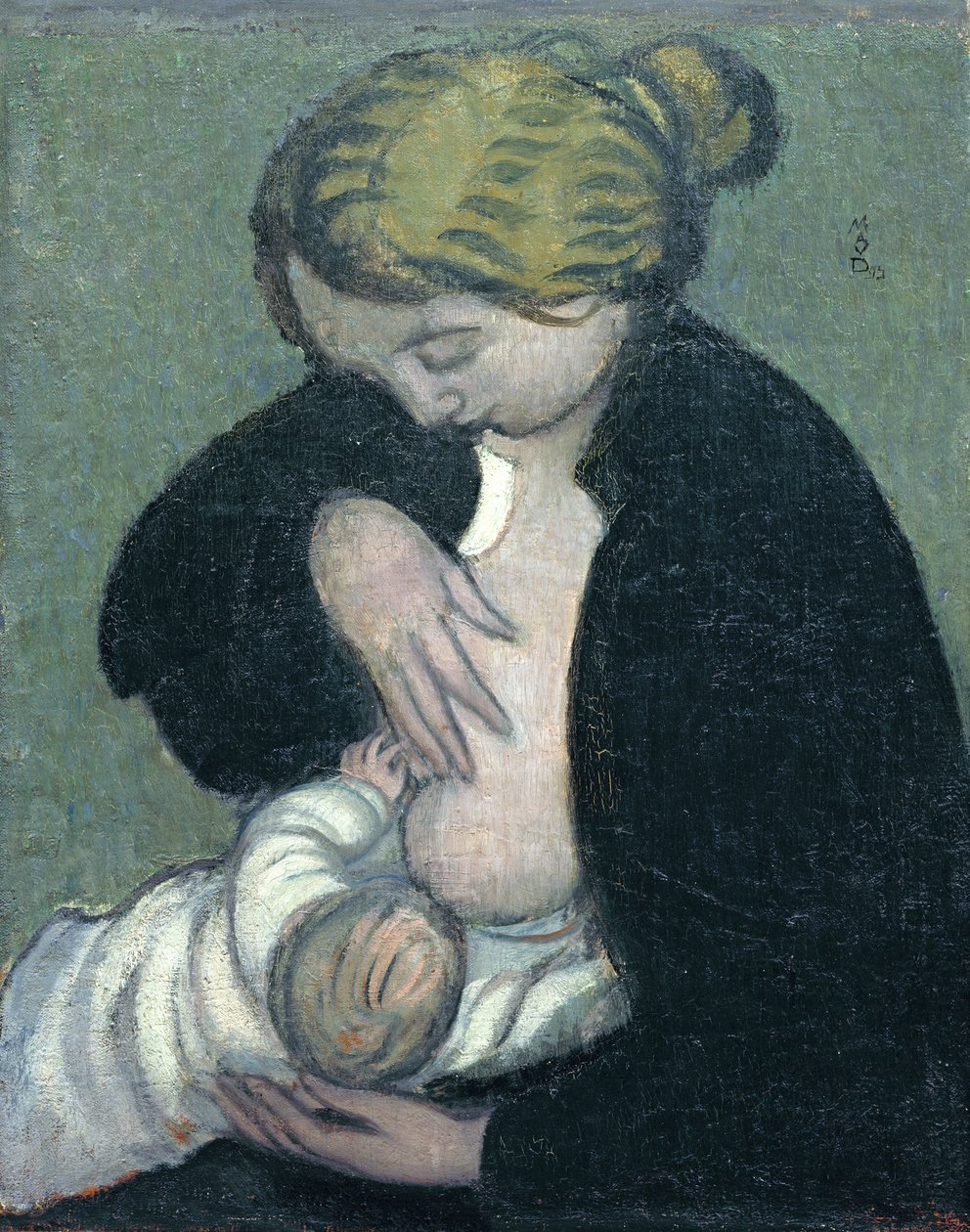
Морис Дени. «Мать в чёрной блузке».
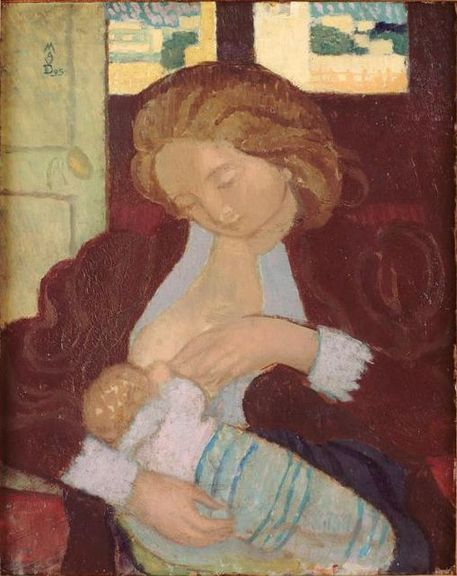
Морис Дени. «Материнство с кружевными манжетами».
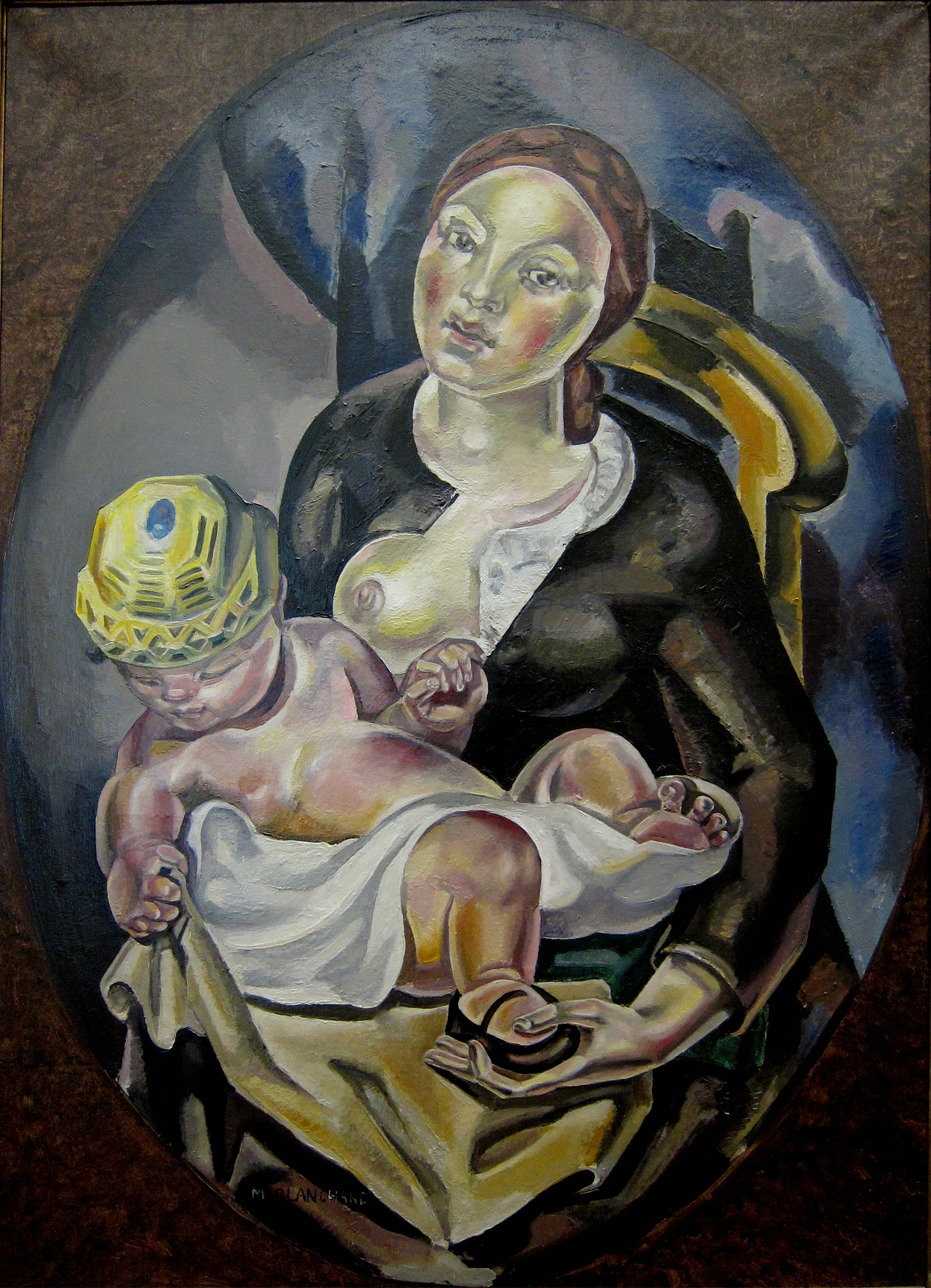
Мария Бланшар. «Материнство».

## Провенанс
С 1980 года «Мать и дитя» хранилась в частной коллекции во Франции, до этого находясь во владении самой Лемпицкой. 12 ноября 2018 года картина была продана на аукционе «Кристис» за $56 250.

## Выставки
С апреля по сентябрь 2013 года «Мать и дитя» была включена в экспозицию выставки «Тамара де Лемпицка: Королева ар-деко» (фр. Tamara de Lempicka: La Reine de l'Art déco) в Парижской пинакотеке. С марта 2015 по январь 2016 года эту картину можно было увидеть в палаццо Кьяблезе (Турин, Италия) и в палаццо Форти (Верона, Италия) на выставке работ художницы.